# Limacia oblonga
Limacia oblonga är en tvåhjärtbladig växtart som beskrevs av Joseph Dalton Hooker och Thoms.. Limacia oblonga ingår i släktet Limacia och familjen Menispermaceae. Inga underarter finns listade i Catalogue of Life.